# تاکاتی اوبا
تاکاتی اوبا (به ژاپنی: 大場 崇晃) (زاده ۲۴ دسامبر ۱۹۹۲) یک بازیکن فوتبال ساحلی ژاپنی است. اوبا با تیم ملی ژاپن مقام دوم مسابقات جام جهانی فوتبال ساحلی ۲۰۲۱ روسیه را بدست آورد.